# Alphas
Alphas é uma série de televisão de ficção científica dramática norte-americana criada por Zak Penn e Michael Karnow. A série segue um grupo de pessoas com superpoderes, conhecidos como "Alphas", cujo trabalho é evitar que outros Alphas cometam crimes.
A série foi transmitida nos Estados Unidos pelo canal Syfy e foi co-produzido entre BermanBraun e Universal Television. Estreou no dia 11 de julho de 2011. Após inicialmente ter-se dito que a série tinha sido cancelada, no dia 7 de setembro de 2011, a segunda temporada de Alphas foi anunciada com 13 episódios, que posteriormente foi lançada no dia 23 de julho de 2012.Em 16 de janeiro de 2013 a série foi cancelada em sua terceira temporada.

## História
A série segue cinco pessoas, conhecidas como "Alphas", lideradas pelo neurologista e psicólogo Dr. Lee Rosen enquanto investigam os crimes cometidos por outros Alphas. Rosen e a sua equipa operam sob a sigla D.C.I.S. (Defense Criminal Investigative Service), um braço de investigação criminal do Departamento de Defesa dos Estados Unidos. Enquanto investigam esses crimes, a equipa descobre que um grupo denominado "Red Flag" (Bandeira Vermelha), que se pensava estar derrotado e eliminado há muito tempo, está a utilizar outros Alphas para cometer crimes. Com a inclusão de Dr. Calder no episódio "Never Let Me Go", foi estabelecido que os Alphas iriam partilhar o universo junto com Eureka e Warehouse 13.

## Personagens

### Principais

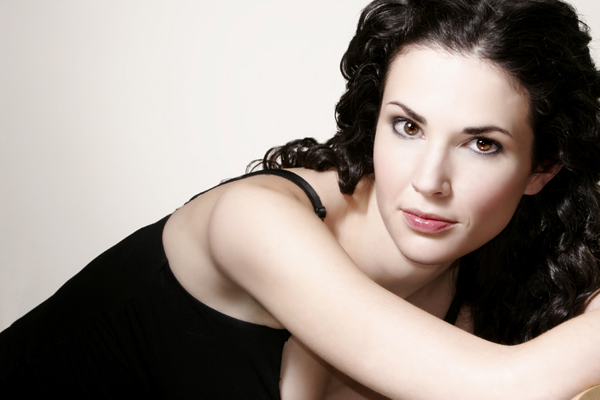
Laura Mennell no papel de Nina Theroux.

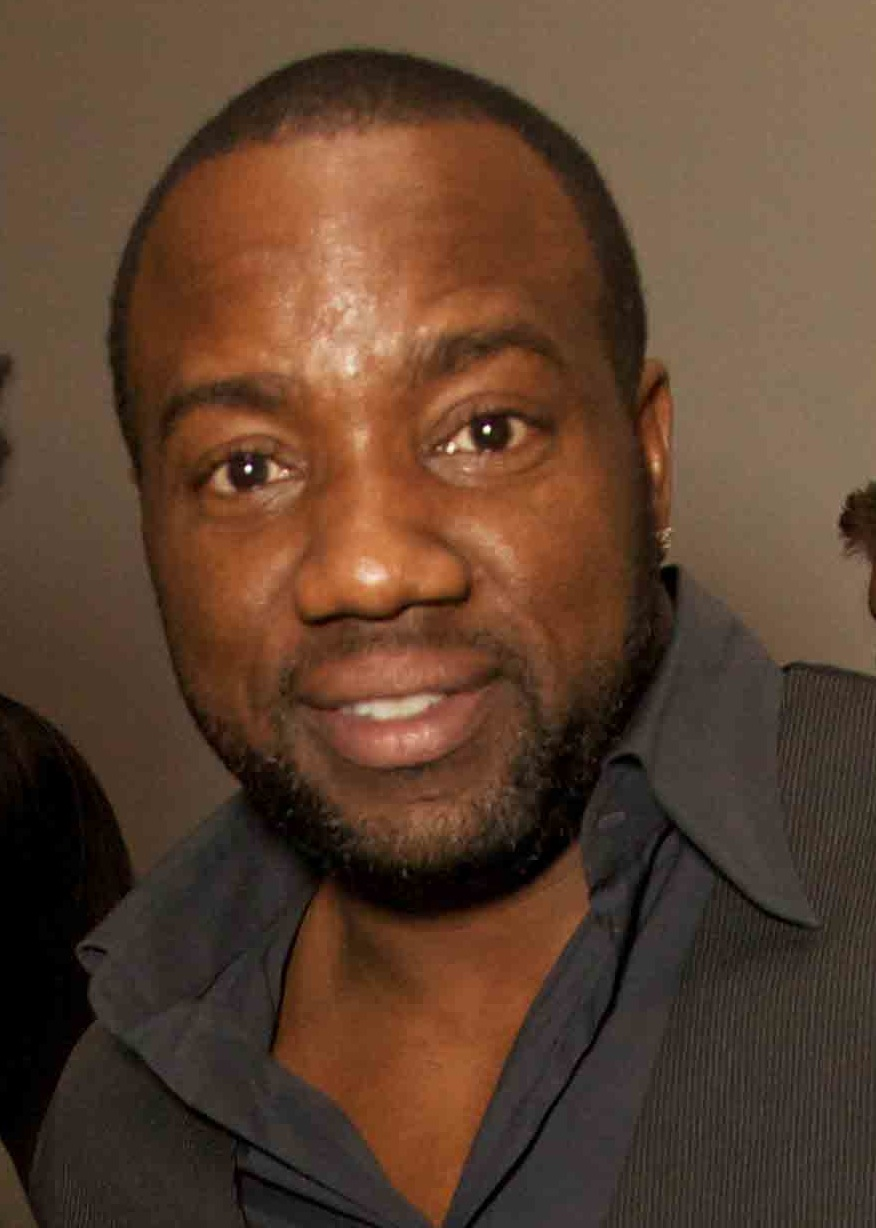
Malik Yoba no papel de Bill Harken.

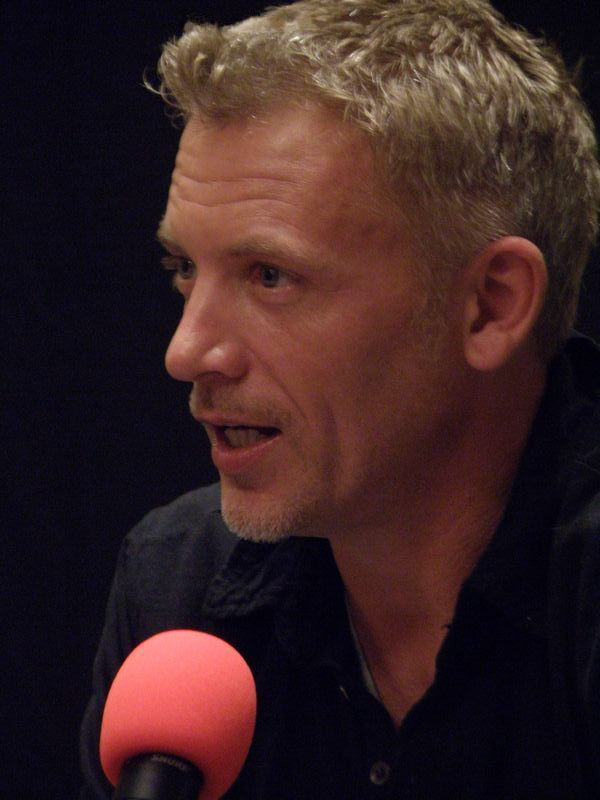
Callum Keith Rennie no papel de Don Wilson.

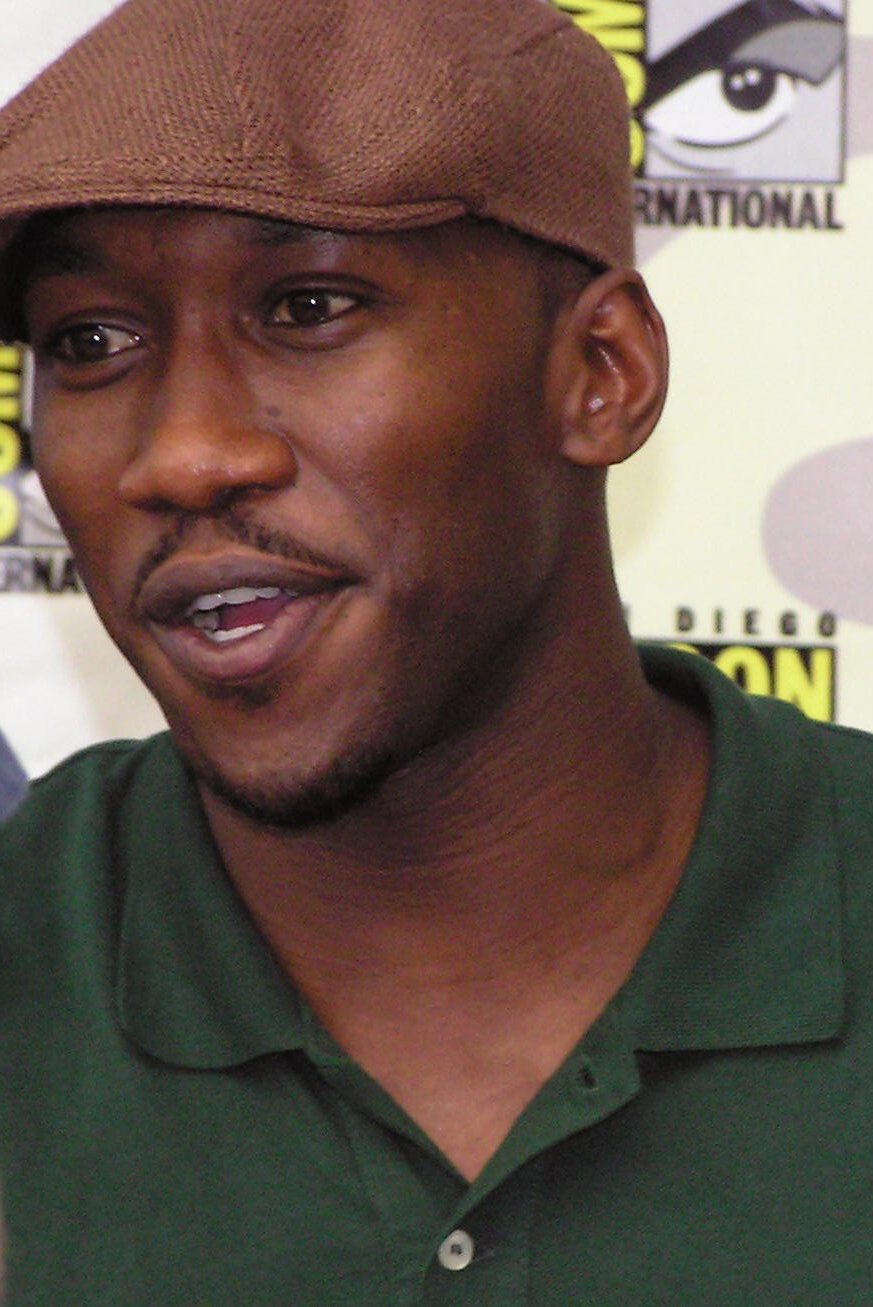
Mahershala Ali no papel de Nathan Clay.

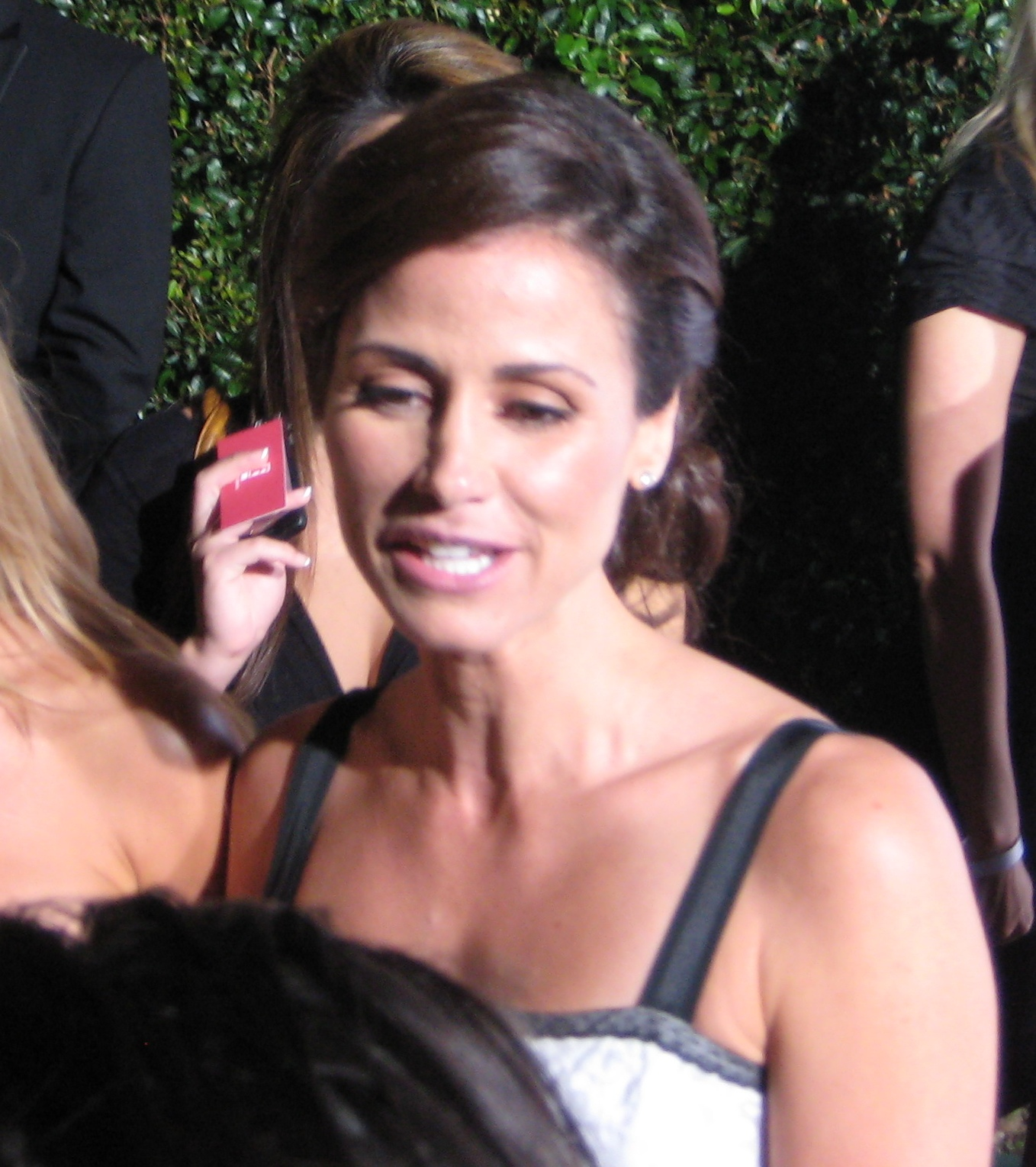
Valerie Cruz no papel de Kathy Sullivan.

- David Strathairn como Dr. Lee Rosen – um médico especializado no estudo de pessoas com super poderes que ele designa de "Alphas", ele lidera uma equipa de Alphas que ajudam a identificar e impedir que outros Alphas cometam crimes.
- Ryan Cartwright como Gary Bell – Um jovem autista que mora com a sua mãe. Ele possui a capacidade de "transdução", ou seja, ver e interagir com os sinais de comunicações sem fios e processa-as mais depressa do que um computador normal. Os sinais apenas podem ser vistos por ele, navegando entre elas apenas tocando-lhes.
- Warren Christie como Cameron Hicks – um antigo fuzileiro com a capacidade de "hipercinese", que permite o seu cérebro processar o movimento muito mais rápido do que as outras pessoas. Essa capacidade permite-lhe melhores reflexos e excelente pontaria com armas de fogo ou com objetos atirados, bem como prever uma determinada trajectória. Contudo, ele não consegue realizá-la se estiver sob estresse e isso tem um efeito negativo sobre ele.
- Azita Ghanizada como Rachel Pirzad – uma antiga linguista da CIA com a capacidade de aumentar a percepção dos cinco sentidos (visão, olfato, paladar, audição e tato) ao extremo, diminuindo os outros. Por exemplo, ela usa a capacidade de ver ao nível microscópico, descobrindo a composição química de substâncias. O fato de os seus sentidos estarem acima do normal, juntando a sua sinestesia, tornam-na muito pouco sociável.
- Laura Mennell como Nina Theroux – uma jovem mulher com a capacidade de mentalmente "puxar" as pessoas e fazê-las realizar tarefas que ela pede (é chamada de hiperindução). Ela usa-a para uso pessoal, levando o seu namorado a cometer o suicídio acidentalmente. Nesse momento conta com a ajuda do Dr. Rosen para redimir-se. Nota-se que a personagem dela é a mais próxima de Rosen. Uma situação corrente da primeira temporada é que Nina tem sempre um carro novo "emprestado", sugerindo que mais uma pessoa foi vítima do seu poder. Se Nina abusar do seu poder numa pessoa, poderá causar-lhe a morte cerebral. Nina tem um grande controlo sobre a sua capacidade; pessoas com essa capacidade levam muito tempo a praticar o controlo da mesma. Quando elas falam com agentes do FBI, não estabelecem contato visual ou insistem em usar óculos escuros, com medo de serem induzidos.
- Malik Yoba como Bill Harken – antigo agente do FBI com a capacidade de ativar as hormonas de força, resultando numa superforça. Ele não consegue manter a capacidade por muito tempo e, devido ao estresse, seu poder "ataca" seu próprio corpo.

### Recorrentes
- Callum Keith Rennie como Don Wilson – agente do FBI que trabalhou com o Dr. Rosen no passado.
- Mahershalalhashbaz Ali como Nathan Clay – líder da unidade táctica do Departamento de Defesa com a tarefa de negociar com os Alphas.
- Valerie Cruz como Kathy Sullivan – agente especial do Departamento de Defesa com a missão de ligação entre os membros da equipa do Dr. Rosen.

## Desenvolvimento e produção
Originalmente conhecido como Section 8, Alphas foi inicialmente desenvolvido por Zak Penn e o co-criador Michael Karnow em 2006. A série foi depois comprada por diversos canais, com algum interesse por parte da NBC e da ABC. No final de 2007, a ABC ficou com a série, com um pacote de seis episódios. Contudo, com a greve dos roteiristas dos Estados Unidos (2007-08), o projeto foi quase por água abaixo. A 5 de agosto de 2009, após quase dois anos de muita luta à procura de canais disponíveis, o canal Syfy pediu um episódio piloto. Zak Penn e Michael Karnow escreveram o piloto, Jack Bender foi escolhido como diretor, com Gail Berman e Lloyd Braun como produtores executivos.
O anúncio dos castings começaram em agosto de 2010, com David Strathairn e Ryan Cartwright a serem os primeiros a serem escolhidos. Strathairn como Dr. Lee Rosen, como líder/médico e professor excêntrico, e Cartwright como Gary Bell, um membro da equipa com autismo, que consegue ler as ondas transmitidas pelas telecomunicações. O próximo a juntar-se à série foi Warren Christie como Cameron Hicks, um novo recruta com problemas psicológicos, abuso de drogas e problemas de autoridade, em que sua capacidade é a hipercinese. Malik Yoba e Laura Mennell foram os seguintes, com Yoba no papel de Bill Harken, um antigo agente do FBI. A capacidade de Harken consiste em obter doses extremas de adrenalina, conseguindo ter uma força super-humana; e Mennell no papel de Nina Theroux. Sedutora, inteligente e confidente, Nina tem a capacidade de induzir as pessoas a fazeram o que ela quer. Azita Ghanizada foi a última a ser escolhida, no papel de Rachel Pirzad, que desde muito cedo consegue expandir um dos cinco sentidos, um de cada vez. As filmagens do episódio piloto ocorreram em Toronto, Canadá.
Alphas foi considerada válida em 8 de dezembro de 2010 pela Syfy e foi transmitida no início no verão de 2011. A série é uma co-produção entre BermanBraun e a Universal Television. Juntamente com a escolha do canal, o Syfy também anunciou que o produtor veterano de ficção científica Ira Steven Behr tinha sido escolhido como produtor executivo.
A 30 de março de 2012, foi anunciado que Erin Way iria juntar-se ao elenco na segunda temporada, no papel de Kat, uma "misteriosa e solitária jovem, com a capacidade de escolher qualquer capacidade num piscar de olhos".

## Recepção

### Crítica
Alphas foi recebido com críticas mistas positivas. Ganhou uma pontuação de 63 no Metacritic.
O New York Post disse sobre o primeiro episódio: "Alphas é engraçado, certo, mas esteve lá, provocou esse sentimento".
TV Fanatic deu ao programa uma crítica média, dizendo: "Tudo o que Alphas trouxe de novo já tinha sido feito".
O New York Times deu ao programa uma crítica negativa: "Não está nem lá nem cá: pouco mistério e intriga e não é um drama convincente. Por agora parece uma versão beta".
Variety deu uma crítica positiva: "Na primeira impressão, Alphas marca pontos pelo esforço e pela ingenuidade, demonstrando que um programa de televisão não necessita de grandes espetáculos piroténicos ou reinventar a roda, para garantir um bom entretenimento de verão, onde as personagens, apesar de refrescantes, são apenas super".
O Los Angeles Times deu ao piloto uma crítica positiva: "Alphas habilmente atravessa os clássicos do género – capacidades não humanas, elenco variado, efeitos especiais interessantes, diálogos inteligentes e personagens que apetecem passar mais tempo. E isso é o maior superpoder de todos".
Após a exibição de oito episódios, Maureen Ryan da AOL TV chamou-o de o mais promissor drama do verão: "Não apenas Alphas consegue evitar as falhas que outros projetos de super-heróis cometeram, como fizeram um bom trabalho a contar a sua história".

### Avaliações
O episódio piloto estreou com 2,5 milhões de espectadores, marcando 1,2 milhões na faixa etária entre 18–49 anos e 1,3 milhões na faixa etária entre 25–54, fazendo a melhor estreia do canal Syfy em dois anos. Avaliações do Live + 7, aumentaram para um total de 3,6 milhões de espectadores, marcando 1,7 milhões na faixa etária entre 18–49 e 1,8 milhões na faixa etária entre 25–54. No 11º episódio (o final de temporada), contudo, os espectadores caíram para 1,6 milhões.